# João de Melo
João de Melo (* 1949 in Achadinha auf den Azoren) ist ein portugiesischer Schriftsteller.

## Leben
Im Alter von 10 Jahren zog er aufs portugiesische Festland und lebte ab 1967 in Lissabon. Von 1971 bis 1974 nahm er am Kolonialkrieg in Angola in einem Feldlazarett teil. Diese Erfahrung war von nachhaltigem Einfluss für sein literarisches Schaffen. 1981 machte er seinen Abschluss als romanischer Philologe an der geisteswissenschaftlichen Fakultät in Lissabon. Anschließend unterrichtete er Englisch und Französisch an einer Schule sowie kreatives Schreiben und Literaturwissenschaft an einer Universität.
Gegenwärtig ist er als kultureller Berater für die portugiesische Botschaft in Madrid tätig.
Er schreibt vor allem Romane und Erzählungen, veröffentlichte aber auch schon einige Lehrbücher, Literaturkritiken, Sammelbände, Poesie, Chroniken und Reiseliteratur.

## Werke

### Fiktion
- 1975 – Histórias da Resistência
- 1977 – A Memória de Ver Matar e Morrer
- 1983 – O Meu Mundo Não é Deste Reino
- 1984 – Autópsia de um Mar de Ruínas (sobre a guerra colonial)
- 1987 – Entre Pássaro e Anjo
- 1988 – Gente Feliz com Lágrimas
- 1992 – Bem-Aventuranças
- 1997 – O Homem Suspenso

### Poesie
- 1980 – Navegação da Terra

### Essays
- 1968 – A Produção Literária Açoriana nos Últimos 10 Anos
- 1982 – Toda e Qualquer Escrita
- 1982 – Há ou Não Uma Literatura Açoriana?

### Reiseliteratur
- 2000 – Açores, o Segredo das Ilhas

### Chroniken
- 1994 – Dicionário de Paixões

### Sammelbände
- 1978 – Antologia Panorâmica do Conto Açoriano
- 1988 – Os Anos da Guerra